# Tata Mustangs 2012
Questa voce raccoglie le informazioni riguardanti i Tata Mustangs nelle competizioni ufficiali della stagione 2012.

## Maschile

### Divízió II 2012

#### Stagione regolare
| 7 aprile 2012 3ª giornata | Zala Predators | 19 – 18 (d.t.s.) | Tata Mustangs |  |

| 22 aprile 2012 5ª giornata | Tata Mustangs | 55 – 7 | Veszprém Wildfires |  |

| 13 maggio 2012 8ª giornata | Tata Mustangs | 18 – 25 | Újbuda Rebels 2 |  |

| 3 giugno 2012 11ª giornata | Tata Mustangs | 25 – 22 | Haladás Crushers |  |

| 16 giugno 2012 13ª giornata | Pécs Gringos | 12 – 65 | Tata Mustangs |  |

#### Playoff
| 1º luglio 2012 Semifinale | Budapest Cowboys 2 | 29 – 14 | Tata Mustangs |  |

### Blue Bowl 2012

#### Stagione regolare
| 7 ottobre 2012 3ª giornata | Tata Mustangs | 7 – 49 | Budapest Cowboys |  |

| 21 ottobre 2012 4ª giornata | Újpest Bulldogs | 48 – 7 | Tata Mustangs |  |

### Statistiche di squadra
| Competizione           | %Vittorie | In casa | In casa | In casa | In casa | In casa | In casa | In trasferta | In trasferta | In trasferta | In trasferta | In trasferta | In trasferta | Totale | Totale | Totale | Totale | Totale | Totale |
| Competizione           | %Vittorie | G       | V       | N       | P       | Pf      | Ps      | G            | V            | N            | P            | Pf           | Ps           | G      | V      | N      | P      | Pf     | Ps     |
| ---------------------- | --------- | ------- | ------- | ------- | ------- | ------- | ------- | ------------ | ------------ | ------------ | ------------ | ------------ | ------------ | ------ | ------ | ------ | ------ | ------ | ------ |
| D2 - Stagione regolare | .600      | 3       | 2       | 0       | 1       | 98      | 54      | 2            | 1            | 0            | 1            | 83           | 31           | 5      | 3      | 0      | 2      | 181    | 85     |
| D2 - Playoff           | .000      | 0       | 0       | 0       | 0       | 0       | 0       | 1            | 0            | 0            | 1            | 14           | 29           | 1      | 0      | 0      | 1      | 14     | 29     |
| BB - Stagione regolare | .000      | 1       | 0       | 0       | 1       | 7       | 49      | 1            | 0            | 0            | 1            | 7            | 48           | 2      | 0      | 0      | 2      | 14     | 97     |
| Totale                 | .375      | 4       | 2       | 0       | 2       | 105     | 103     | 4            | 1            | 0            | 3            | 104          | 108          | 8      | 3      | 0      | 5      | 209    | 211    |